# Arthur Tavares
Arthur Tavares (de son vrai nom Arturo Tavares) est un acteur et un monteur américain né le 10 janvier 1884 à San Francisco (Californie) et décédé le 27 mai 1954 à Los Angeles.

## Filmographie

### comme acteur
- 1913 : A Bandit

### comme monteur
- 1924 : Les Solitaires (Single Wives) de George Archainbaud
- 1931 : Seed
- 1936 : Song of Freedom